# Montmiral
Montmiral là một xã thuộc tỉnh Drôme trong vùng Auvergne-Rhône-Alpes ở đông nam nước Pháp. Xã Montmiral nằm ở khu vực có độ cao trung bình 394 mét trên mực nước biển.